# Lluís Clavell
Lluís Clavell (ur. 13 października 1941 w Barcelonie) – ksiądz, od 13 czerwca 2009 roku prezes Papieskiej Akademii im. św. Tomasza z Akwinu. Zastąpił na tym stanowisku polskiego franciszkanina o. Zdzisława Józefa Kijasa.
Prałat Lluís Clavell należy do prałatury personalnej Opus Dei i jest profesorem metafizyki na Papieskim Uniwersytecie św. Krzyża w Rzymie. Jest również członkiem rady akademickiej i konsultorem Papieskiej Rady ds. Kultury.